# The Orville
The Orville es una serie de televisión estadounidense creada y protagonizada por Seth MacFarlane que se estrenó el 10 de septiembre de 2017.
MacFarlane interpreta a Ed Mercer, un oficial de la Unión Planetaria cuya carrera sufrió una recesión después de su divorcio, y a quien se le da la nave Orville como su primer mando, solo para descubrir que su exesposa, Kelly Grayson –Adrianne Palicki–, le ha sido asignada para ser su primer oficial. Inspirada en la serie de televisión Star Trek, la serie cuenta la historia de Mercer, Grayson y la tripulación de la Orville mientras se embarcan en varias misiones diplomáticas y exploratorias. El 2 de noviembre de 2017, Fox renovó la serie para una segunda temporada, estrenada el 30 de diciembre de 2018. El 11 de mayo de 2019, Fox renovó la serie para una tercera temporada, con fecha de estreno el 2 de junio de 2022 y subtitulada como The Orville: New Horizons.

## Premisa
The Orville llamada oficialmente U.S.S. Orville —ECV-197—, es una nave espacial de exploración de nivel medio en la Unión Planetaria, una alianza interestelar del siglo xxv de la Tierra y muchos otros planetas.

## Elenco y personajes

### Principales
- Seth MacFarlane como Ed Mercer, el capitán de la Orville.[7][8][9] Mercer era un oficial prometedor, que creía estar en la vía rápida para mandar su propio crucero a los 40 años. Sin embargo, encontró a su esposa Kelly en la cama con un extraterrestre. Al año siguiente, es citado por ser poco estricto en sus funciones, pero se le informa que debido al tamaño de la flota y la jubilación del excapitán, la Orville, una nave de exploración de nivel medio, necesitaba un nuevo comandante.[8]

- Adrianne Palicki como Comandante Kelly Grayson, primera oficial de la Orville y exesposa de Ed Mercer.[7][9] Los dos se divorciaron cuando Mercer encontró a Grayson en la cama con un extraterrestre. Sin el conocimiento de Mercer, Grayson fue personalmente a hablar con el almirante Halsey para defender su caso y darle un mando a su exmarido, afirmando que, a pesar de algunos contratiempos personales, se lo merecía. Le pidió a Halsey que le ocultara eso cuando le asignaron la Orville. Mercer y Grayson deciden dejar sus diferencias de lado y trabajar juntos como equipo y permanecer como amigos.[8]

- Penny Johnson Jerald[9] como la doctora Claire Finn, la directora médica de la Orville, con el rango de teniente comandante. Una médica con credenciales excepcionales, tiene experiencia en cirugía molecular, ingeniería de ADN y psiquiatría, lo que le habría dado el privilegio de trabajar en el crucero de su elección. En su lugar, eligió una nave de exploración de nivel medio porque, como explica a Mercer en el episodio piloto, prefiere solicitar sus traslados según lo que siente que se necesita, ya que se siente más estimulada por tales asignaciones.

- Scott Grimes como el teniente Gordon Malloy, el timonel de la Orville y el mejor amigo de Mercer. Considerado el mejor timonel de la flota, fue relegado a tareas de oficina por un desafortunado incidente. Fue solicitado específicamente por Mercer a pesar de las dudas del Almirante Halsey.

- Peter Macon[9] como el teniente comandante Bortus, el segundo oficial a bordo de la U.S.S. Orville. Bortus es de Moclus, un planeta cuya industria primaria es la fabricación de armas, y cuyos habitantes, los Moclans, son una especie monosexual. Entre las peculiaridades de los Moclans está que solo orinan una vez al año.

- Halston Sage[9] como la teniente Alara Kitan, la joven jefa de seguridad de la Orville. Es miembro de la raza Xelayan, que habita en un planeta de alta gravedad, dándole una fuerza mayor que la humana, lo que le permite derribar puertas y paredes al cargar contra ellas.

- J. Lee como teniente comandante John LaMarr. Es piloto de la Orville durante la mayor parte de la primera temporada. Él y Malloy entablan una amistad inmediata en el primer episodio. Aunque intelectualmente dotado, aprendió a ocultar su inteligencia. Cuando Grayson descubre su gran aptitud en Nuevas dimensiones, lo alienta a desarrollar su potencial.

- Mark Jackson como Isaac, el oficial científico y de ingeniería de la Orville. Isaac es miembro de la raza artificial no biológica de Kaylon-1,  la cual considera que las formas de vida biológicas, incluidos los humanos, son inferiores. Isaac explica a Mercer en el piloto que el Almirantazgo de la Unión ofreció una plaza a cualquier Kaylon dispuesto a aceptarlo, como un intento de iniciar relaciones entre las dos potencias. Isaac aceptó la oferta porque la veía como una forma de estudiar el comportamiento humano. Durante el transcurso de su tiempo con el equipo, llega a observar y comprender aspectos del comportamiento humano, tales como sarcasmo, jerga y chistes. Isaac percibe su entorno con los sensores internos de su cuerpo, y no con los dos «ojos» brillantes en su rostro, que son puramente estéticos.

- Jessica Szohr como la teniente comandante Talla Keyali, que sustituye en el puesto de jefa de seguridad a Alara Kitan (Halston Sage) a partir de la segunda temporada.

### Secundarios
- Victor Garber como almirante Halsey, superior de Mercer y viejo amigo del padre de Grayson.

- Chad Coleman como Klyden, pareja de Bortus y padre de su hijo.

- Norm Macdonald como la voz del teniente Yaphit, amorfo y gelatinoso ingeniero de la Orville, que en repetidas ocasiones trata de obtener una cita con la Dra. Finn y con frecuencia coquetea con otras mujeres.

- Larry Joe Campbell como teniente comandante Steve Newton, ingeniero jefe de la Orville hasta el episodio 1.11, cuando se va a un nuevo trabajo diseñando estaciones espaciales, y es reemplazado por LaMarr.

- Gavin Lee

- Rachael MacFarlane como la voz de la computadora de la Orville.

- Ted Danson como el almirante Perry.

### Estrellas invitadas
- Brian George como doctor Aronov, el líder de la estación científica Epsilon II.
- Ron Canada como almirante Tucker.
- Jeffrey Tambor como Ben, el padre del capitán Mercer —aparece como holograma—.
- Holland Taylor como Jeannie, la madre del capitán Mercer —aparece como holograma—.
- Jonathan Adams como el juez de Moclan.
- Rena Owen como Heveena.
- Robert Knepper como Hamelac.
- Liam Neeson como Jahavus Dorahl, capitán de la nave abandonada de varias generaciones.
- Charlize Theron como Pria Lavesque.
- James Horan como Sazeron, el sumo sacerdote del Krill en el destructor de Krill Yakar.
- Kelly Hu como almirante Ozawa.
- Michaela McManus como Teleya, una maestra de Krill que sirve en el destructor de Krill Yakar.
- Steven Culp como Wilks.
- Brian Thompson como Drogen, un superviviente en un planeta en el cual los hijos de Finn, Isaac y Finn se estrellan en el episodio Into the Fold.
- Rob Lowe como Darulio, el arqueólogo retepsiano cuya aventura con Kelly terminó con su matrimonio con Mercer.
- Ralph Garman como Kanoot, un presentador de karaoke en la Orville.
- Mike Henry como Dann, miembro del personal de ingeniería.
- Robert Picardo como Ildis Kitan, padre de Alara Kitan.
- Molly Hagan como Drenala Kitan, madre de Alara Kitan.
- Bruce Willis como Groogen (sin acreditar).
- Dolly Parton como ella misma.

## Episodios
| Temporada | Temporada | Episodios | Episodios | Emisión original         | Emisión original       | Emisión original |
| Temporada | Temporada | Episodios | Episodios | Primera emisión          | Última emisión         | Cadena           |
| --------- | --------- | --------- | --------- | ------------------------ | ---------------------- | ---------------- |
|           | 1         | 12        | 12        | 10 de septiembre de 2017 | 7 de diciembre de 2017 | Fox              |
|           | 2         | 14        | 14        | 30 de diciembre de 2018  | 25 de abril de 2019    | Fox              |
|           | 3         | 10        | 10        | 2 de junio de 2022       | 4 de agosto de 2022    | Hulu             |

## Producción

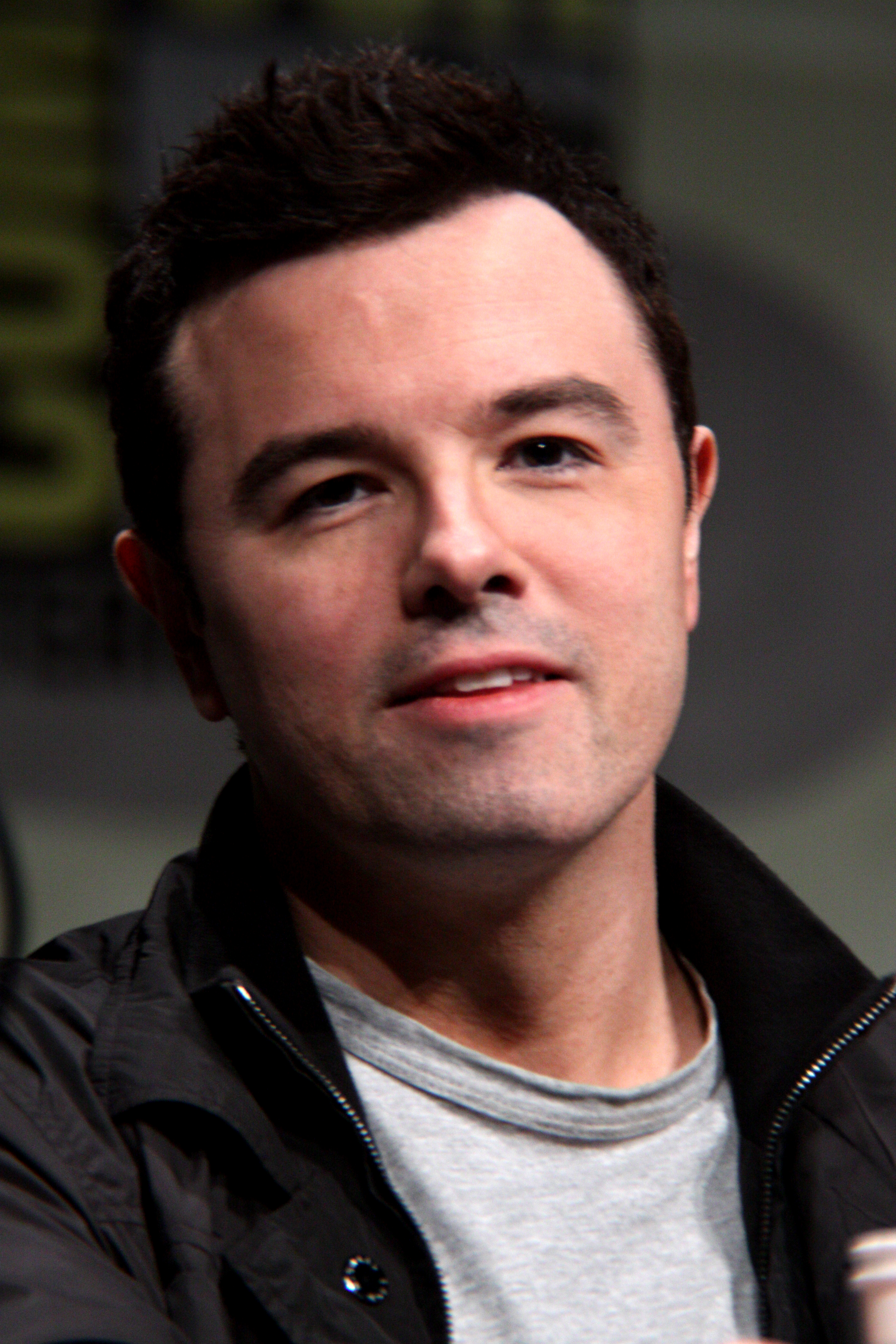
Seth MacFarlane en el Comic-Con Internacional de San Diego, California en 2012

### Desarrollo
MacFarlane originalmente escribió The Orville como un guion especulativo, más tarde recibió el encargo de 13 episodios por la Fox el 4 de mayo de 2016. Es la primera serie de televisión de acción creada por MacFarlane, así como su primer papel protagonista de acción en televisión.
De acuerdo con MacFarlane, The Orville se inspiró en The Twilight Zone y Star Trek. También se animó a vender la serie debido al éxito de Guardianes de la galaxia y Deadpool.

### Casting
El 29 de julio de 2016, se reveló que el papel de MacFarlane era Ed Mercer, el capitán de la Orville, mientras que Adrianne Palicki había sido elegida como Kelly Grayson, la exesposa de Ed y la recién nombrada primer oficial de la Orville y Scott Grimes, que hace la voz de Steve Smith en American Dad! —otro espectáculo creado por MacFarlane—, fue elegido como Gordon Malloy, el mejor amigo de Ed a quien contrata para pilotar la Orville. El 19 de agosto, Peter Macon y J. Lee fueron elegidos como principales en la serie. El 31 de octubre, Halston Sage y Penny Johnson Jerald se unieron al elenco. El 8 de diciembre, Mark Jackson fue selecciondado. El 3 de abril de 2017, Chad L. Coleman fue agregado como principal y Larry Joe Campbell fue seleccionado como secundario.
En la Comic-Con de San Diego, MacFarlane dijo que Charlize Theron sería la estrella invitada en un episodio. Los dos habían coprotagonizado previamente A Million Ways to Die in the West.
El 12 de febrero de 2018, Jessica Szohr fue elegida para incorporarse al elenco principal en la segunda temporada. Días después, Chris Johnson  fue seleccionado para un papel recurrente.

### Rodaje
El 24 de agosto de 2016, Jon Favreau firmó para dirigir el episodio piloto. La producción del episodio piloto comenzó a finales de 2016, y el resto de los episodios comenzaron a filmarse el 27 de marzo de 2017. La producción finalizó el 23 de agosto de 2017.
Los veteranos de Star Trek Jonathan Frakes y Robert Duncan McNeill han dirigido cada uno un episodio de The Orville, habiendo dirigido episodios de la franquicia Star Trek.
El 15 de noviembre de 2017, se informó que el episodio trece de la primera temporada sería retenido y en su lugar se emitiría durante la segunda temporada debido a una brecha en las fechas de emisión causado por la larga programación de Navidad de la emisora. El rodaje de la segunda temporada comienza en febrero de 2018.

### Música
El espectáculo usa una orquesta de 75 instrumentos en cada episodio, junto con varios compositores diferentes. MacFarlane dijo: «Lo hacemos como una película» y «Realmente ponemos tanto en esto como en los efectos».